# Akademické mistrovství světa v orientačním běhu 1986
5. Akademické mistrovství světa v orientačním běhu proběhlo ve Maďarsku ve dnech 1. až 3. srpna 1986. Centrem závodů AMS byl Miskolc.
Závodů se zúčastnilo celkem 145 závodníků (80 mužů a 65 žen) z 17 zemí.

## Program závodů
Program mistrovství světa:
| Den      | Závod       | Centrum závodu |
| -------- | ----------- | -------------- |
| 1. srpna | jednotlivci |                |
| 3. srpna | štafety     |                |

## Závod jednotlivců (Individual)
| Zkrácené výsledky                           | Zkrácené výsledky                           | Zkrácené výsledky                           | Zkrácené výsledky                           | Zkrácené výsledky                                 | Zkrácené výsledky                                 | Zkrácené výsledky                                 | Zkrácené výsledky                                 |
| Muži                                        | Muži                                        | Muži                                        | Muži                                        | Ženy                                              | Ženy                                              | Ženy                                              | Ženy                                              |
| ------------------------------------------- | ------------------------------------------- | ------------------------------------------- | ------------------------------------------- | ------------------------------------------------- | ------------------------------------------------- | ------------------------------------------------- | ------------------------------------------------- |
| - Traťové parametry: - Mapa: - 82 závodníků | - Traťové parametry: - Mapa: - 82 závodníků | - Traťové parametry: - Mapa: - 82 závodníků | - Traťové parametry: - Mapa: - 82 závodníků | - Traťové parametry: 8,8 km - Mapa: - 67 závodnic | - Traťové parametry: 8,8 km - Mapa: - 67 závodnic | - Traťové parametry: 8,8 km - Mapa: - 67 závodnic | - Traťové parametry: 8,8 km - Mapa: - 67 závodnic |
| Umístění                                    | Jméno                                       | Čas                                         | Ztráta                                      | Umístění                                          | Jméno                                             | Čas                                               | Ztráta                                            |
| Zlatá medaile                               | Anders-Erik Olsson                          |                                             |                                             | Zlatá medaile                                     | Annariitta Kottonen                               |                                                   |                                                   |

## Závod štafet (Relay)
| Zkrácené výsledky            | Zkrácené výsledky            | Zkrácené výsledky            | Zkrácené výsledky            | Zkrácené výsledky            | Zkrácené výsledky            | Zkrácené výsledky            | Zkrácené výsledky            |
| Muži                         | Muži                         | Muži                         | Muži                         | Ženy                         | Ženy                         | Ženy                         | Ženy                         |
| ---------------------------- | ---------------------------- | ---------------------------- | ---------------------------- | ---------------------------- | ---------------------------- | ---------------------------- | ---------------------------- |
| - Traťové parametry: - Mapa: | - Traťové parametry: - Mapa: | - Traťové parametry: - Mapa: | - Traťové parametry: - Mapa: | - Traťové parametry: - Mapa: | - Traťové parametry: - Mapa: | - Traťové parametry: - Mapa: | - Traťové parametry: - Mapa: |
| Umístění                     | Jméno                        | Čas                          | Ztráta                       | Umístění                     | Jméno                        | Čas                          | Ztráta                       |
| Zlatá medaile                | Norsko                       |                              |                              | Zlatá medaile                | Švédsko                      |                              |                              |